# Charles de Gaulle

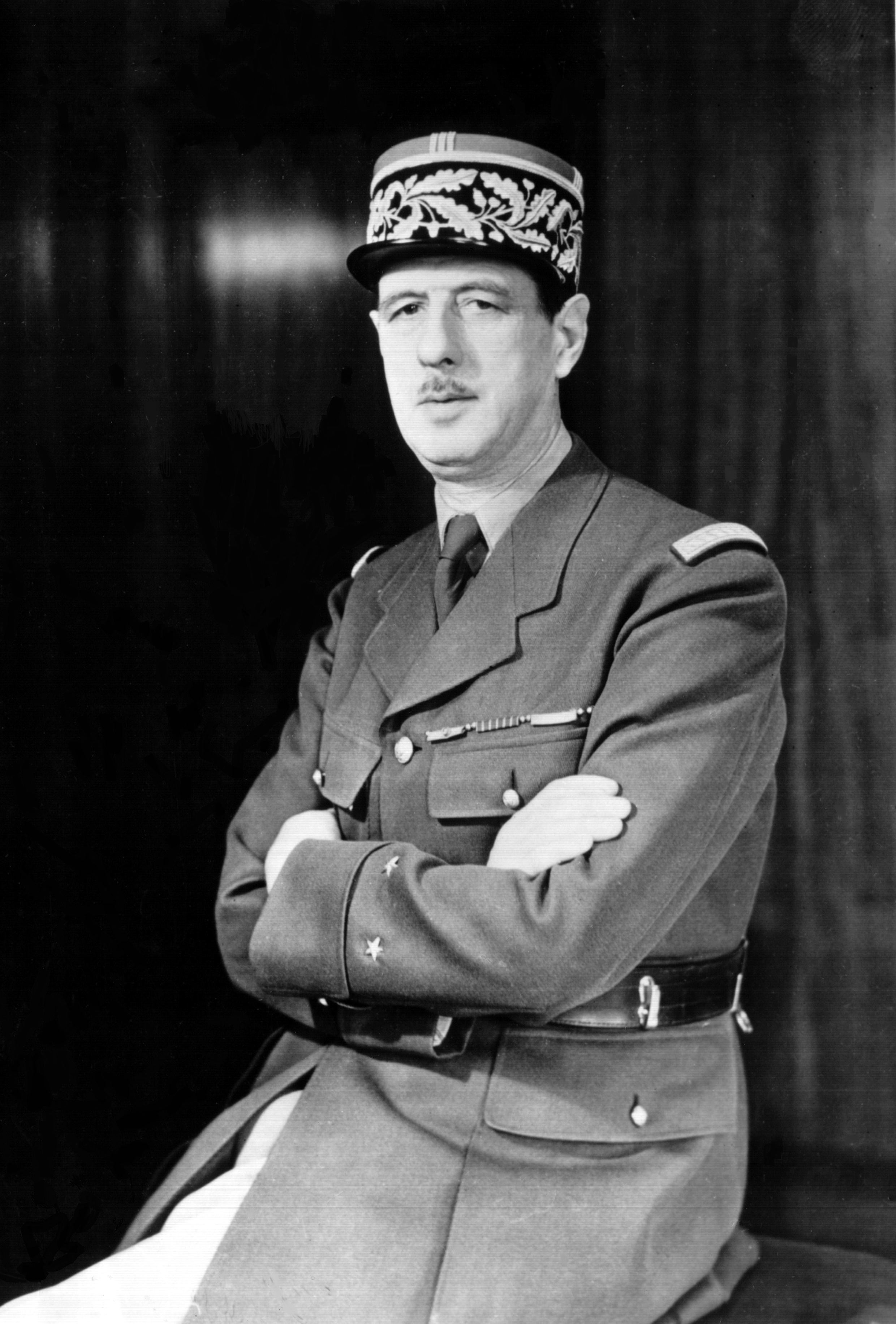
Tướng Charles de Gaulle

Charles de Gaulle hay Charles André Joseph Marie de Gaulle (ngheⓘ); phiên âm tiếng Việt: Sác đờ Gôn hay Sác-lơ đờ Gôn (22 tháng 11 năm 1890 - 9 tháng 11 năm 1970) là chính khách nổi tiếng của Pháp. Ông xuất thân là một quân nhân trong Quân đội Pháp. Năm 1940, khi chính phủ Pháp đầu hàng phát xít Đức, ông đã vượt biên sang London, lãnh đạo tổ chức "Pháp quốc Tự do", thành lập chính phủ Pháp lưu vong, ra lời kêu gọi người Pháp tiếp tục kháng chiến chống sự chiếm đóng của Quân đội phát xít Đức trong Chiến tranh thế giới thứ hai.

## Tiểu sử

### Gia đình và thời niên thiếu
Sinh ra ở Lille ngày 22 tháng 11 năm 1890 trong một gia đình Công giáo, lớn lên ở Paris, Charles de Gaulle là con trai của ông Henri de Gaulle, giáo sư văn học và lịch sử, và bà Jeanne Maillot. De Gaulle có ba người em trai và một cô em gái, hai người trong số họ sau này đã tham gia kháng chiến trong Chiến tranh thế giới thứ hai:
- Xavier de Gaulle (1887-1955), tham gia kháng chiến trong Chiến tranh thế giới thứ hai; bố của Geneviève De Gaulle-Anthonioz.
- Jacques de Gaulle (1893-1946), bị tàn tật từ năm 1926 sau khi mắc phải bệnh viêm não.
- Pierre de Gaulle (1897-1959), tham gia kháng chiến, sau trở thành chính trị gia và nhà doanh nghiệp.
- Marie-Agnès de Gaulle (1889-1982). Lưu trữ ngày 27 tháng 9 năm 2007 tại Wayback Machine

Từ rất sớm, bố của Charles đã cho ông tiếp cận với các tác phẩm của Barrès, Bergson và Péguy. Charles de Gaulle học một phần của chương trình tiểu học tại trường dòng của chủng viện Saint-Thomas-d'Aquin (ngày nay là Trường cấp ba Saint-Thomas-d'Aquin) ở Paris, phần còn lại ở Bỉ sau cuộc khủng hoảng chính trị ở Pháp năm 1905 về quyết định tách biệt Nhà thờ và Quốc gia.
Đỗ thứ 119 trên 221 trong kỳ thi tuyển vào Trường Quân sự Saint-Cyr năm 1908 sau khi học lớp dự bị tại ngôi trường danh tiếng Học viện Thiên chúa giáo tư thục Stanislas ở Paris, ông ra trường năm 1912 (khóa Fès, mà thủ khoa là thống chế Juin trong tương lai) và gia nhập bộ binh. Được điều về Trung đoàn bộ binh 33 đóng ở Arras, sĩ quan trẻ de Gaulle được đặt dưới sự chỉ huy của Đại tá Pétain.

### Chiến tranh thế giới thứ nhất
Mang hàm Trung úy ở đầu cuộc Đại chiến Thế giới lần thứ nhất, ông được thăng lên hàm Đại úy vào tháng 1 năm 1915. Bị thương ở ngay trận đánh đầu tiên tại Dinant ngày 23 tháng 8 năm 1914, ông được thuyên chuyển đến Trung đoàn bộ binh 33 ở mặt trận Champagne để chỉ huy đại đội 7. De Gaulle lại một lần nữa bị thương ngày mùng 10 tháng 3 năm 1915 ở bàn tay trái, trong trận Somme. Sự thông minh cũng như lòng dũng cảm của ông trên mặt trận khiến chỉ huy Trung đoàn bộ binh 33 cho ông làm trợ lý của mình.
Ngày 2 tháng 3 năm 1916, Trung đoàn của ông bị tập kích và gần như bị nghiền nát hoàn toàn khi đang bảo vệ khu vực làng Douaumont, gần Verdun. Đại đội của ông bị nghiền nát và bao vây trong trận đánh. Theo thông tin chính thức, ông đã tổ chức một cuộc chọc phá vòng vây; trong trận đột kích, lưới đạn quân Đức quá dày khiến ông phải nhảy vào một hố đạn pháo để tránh, nhưng lính Đức nhảy vào theo và đâm ông bị thương ở đùi bên trái. Bị bắt làm tù binh, ông được đem đi băng bó và chăm sóc. Nhưng một người lính của trung đoàn ông đã cung cấp một câu chuyện hoàn toàn khác: «Chúng tôi bị bao vây và dưới lệnh của Đại úy chỉ huy de Gaulle, chúng tôi buộc phải buông súng đầu hàng.»
Sau một lần vượt ngục không thành, ông bị chuyển đến pháo đài Ingolstadt, ở Bavaria, một trại tù binh dành cho các sĩ quan cứng đầu. Tại đây ông gặp Georges Catroux, người sau này được phong Đại tướng (Général d'Armée), nhà báo Rémy Roure, nhà xuất bản Berger-Levrault và Nguyên soái Liên Xô tương lai Tukhachevsky. Vượt ngục năm lần nhưng đều thất bại. Ông được trao trả tự do sau khi chiến tranh kết thúc và về nhà vào tháng 12 năm 1918. Ông được nhận, vì những cống hiến trong cuộc Đại chiến thế giới thứ nhất Chữ thập kỵ sĩ Bắc đẩu bội tinh, vào ngày 23 tháng 7 năm 1919.
Về thời kỳ bị tù đày này, tướng Perré đã phát biểu năm 1966: "Một trong những người bạn tôi bị giam cùng de Gaulle đã kể với tôi điều này. Quân Đức tôn trọng những sĩ quan Pháp đã dũng cảm chiến đấu bằng cách trả lại kiếm cho họ ở những dịp lễ quan trọng, chẳng hạn như khi đi lễ ở nhà thờ. Nhưng họ đã không trả cho Đại úy de Gaulle. Tưởng rằng bị quên do nhầm lẫn, de Gaulle đã phản đối một cách kịch liệt. Lính Đức ngạc nhiên, nhưng cũng đi điều tra lại về trường hợp đầu hàng của de Gaulle. Một khi đã có thông tin đầy đủ, quân Đức vẫn không trả lại kiếm cho Đại úy de Gaulle".

### Giữa hai cuộc Thế chiến
Charles de Gaulle tiếp tục con đường binh nghiệp. Từ năm 1919 cho đến năm 1921, ông được gửi sang Ba Lan, quốc gia vừa mới giành quyền độc lập; nơi ông tham gia giúp đỡ thành lập và huấn luyện quân đội nước này trong cuộc chiến tranh thắng lợi trước Hồng quân Xô viết.
Khi trở về Pháp, Đại úy de Gaulle được phân giảng dạy tại l'École de Saint-Cyr (Học viện Saint-Cyr), trước khi được cử đi học tại École supérieure de guerre (Học viện Chiến tranh cao cấp) vào năm 1922.

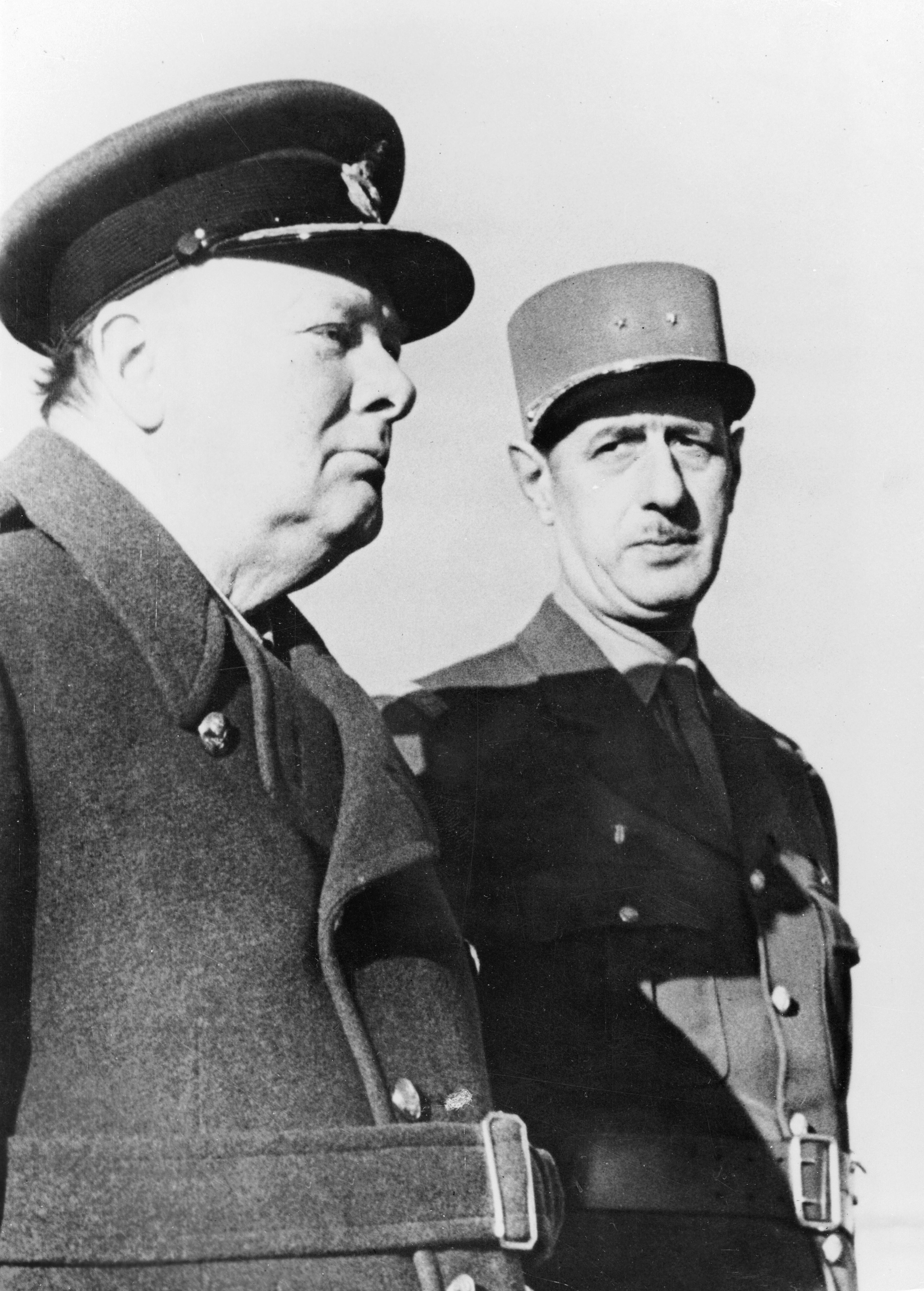
Churchill và De Gaulle 1944

### Chiến tranh thế giới thứ hai
De Gaulle đã chịu ảnh hưởng rất nhiều của cuộc chiến tranh Ba Lan - Xô Viết, nên ông chủ trương dùng nhiều xe tăng, dùng cách vận chuyển nhanh chóng và giới hạn cách dùng chiến luỹ. Ông cũng học hỏi được nhiều bài học từ vị Thống Chế Jozef Pilsudski của nước Ba Lan, đây là nhân vật mà trước đó vài thập niên, đã từng chủ trương tạo dựng một liên bang châu Âu.
Căn cứ vào các nhận xét từ cuộc chiến tranh tại Ba Lan, ông de Gaulle đã viết nhiều bài báo và cho xuất bản nhiều cuốn sách, đặc biệt là cuốn "Về Đạo Quân Chuyên nghiệp" (Vers l' Armée de Metiers = Towards the Professional Army, 1934). Trong tác phẩm này, ông de Gaulle đã đề nghị một loại quân đội cơ giới chuyên nghiệp với các sư đoàn thiết giáp đặc biệt, hơn là dùng cách phòng thủ tại chỗ, điển hình là Chiến Lũy Marginot.
Các quan điểm chiến thuật tương tự đã được nhiều nhà quân sự tài giỏi đề cập tới: J.F.C. Fuller của nước Anh, Dwight D. Eisenhower và George S. Patton của nước Mỹ, Heinz Guderian của nước Đức, Mikhail Tukhachevsky của nước Nga và Wladyslaw Sikorski của nước Ba Lan, nhưng các lý thuyết quân sự tân tiến của ông de Gaulle đã bị các sĩ quan cao cấp người Pháp bác bỏ, kể cả vị thầy cũ là Tướng Philippe Pétain, và rồi các liên lạc giữa ông de Gaulle với các cấp trên trở nên xấu đi, ngoại trừ với ông Paul Reynaud.
Như vậy trong 2 thập niên 1920 và 1930, do các quan điểm táo bạo, Thiếu tá de Gaulle đã bất hòa với các nhà lãnh đạo quân sự Pháp, vì vậy cho tới khi Thế Chiến Thứ Hai bùng nổ, ông de Gaulle chỉ là một vị Trung tá. Ngày 15/5/1940, Trung tá de Gaulle được giao trách nhiệm chỉ huy Sư đoàn 4 Thiết Giáp (the 4th Armoured Division).
Ngày 17/ 5/1940, đạo quân của Trung tá de Gaulle đã tấn công các lực lượng chiến xa Đức tại Montcornet. Với 200 chiến xa và không có máy bay khu trục yểm trợ, cuộc tấn công này đã không cản được bước tiến của quân xâm lăng Đức, nhưng đến ngày 28/5, các lực lượng thiết giáp của Trung tá de Gaulle đã khiến cho bộ binh Đức phải rút lui tại Caumont. Đây chỉ là một trong số rất ít các chiến thắng của quân đội Pháp trong suốt cuộc chiến. Nhờ chiến thắng kể trên, ông de Gaulle được Thủ tướng Pháp Paul Reynaud thăng chức Thiếu tướng và từ nay, ông được mọi người gọi là "Tướng de Gaulle".
Ngày 6/6/1940, Thủ tướng Paul Reynaud bổ nhiệm Tướng de Gaulle làm Thứ trưởng Bộ Quốc phòng và Chiến tranh, rồi cử ông lo việc phối hợp với nước Anh. Vì chỉ là một nhân viên cấp thấp trong Chính phủ Pháp, Tướng de Gaulle đã không thành công khi phản đối việc nước Pháp đầu hàng Quân đội Đức Quốc xã. Ông đã không thuyết phục được chính phủ này di tản qua Bắc Phi để tiếp tục chiến đấu từ các thuộc địa của nước Pháp.
Tại nước Anh, Tướng de Gaulle là sĩ quan liên lạc với chính quyền Anh và ông đã đề nghị với Thủ tướng Churchill vào ngày 16/6 tại London, công cuộc kết hợp chính trị giữa nước Pháp và nước Anh. Khi chính phủ Pháp tạm thời dời về thành phố Bordeaux, Tướng de Gaulle đã dùng máy bay quay về nơi này và được biết tin rằng Tướng Pétain đã trở nên Thủ tướng cùng với ý định tìm kiếm cách đình chiến với quân đội Đức Quốc xã.
Vào ngày 16/6 này, Tướng de Gaulle đã thực hiện một quyết định quan trọng nhất trong cuộc đời của ông và trong lịch sử mới của nước Pháp: ông từ chối chấp nhận nước Pháp đầu hàng và ông nổi loạn, chống lại chính quyền Pétain, khi đó được coi là hợp pháp. Tướng de Gaulle đã kêu gọi mọi người dân Pháp tiếp tục chiến tranh chống lại nước Đức của Adolf Hitler.
Vào sáng ngày 17/6/1940, với 100,000 Franc Pháp do Paul Reynaud giao cho đêm hôm trước, Tướng de Gaulle lên máy bay, trốn khỏi thành phố Bordeaux, tránh được sự truy lùng của máy bay Đức và chiều hôm đó, ông đã hạ cánh xuống thành phố London. Từ nay, Tướng de Gaulle bác bỏ việc nước Pháp đầu hàng và ông bắt đầu xây dựng một phong trào kêu gọi mọi thành phần Pháp hải ngoại đoàn kết để chống lại quân Đức Quốc xã. Như vậy từ nay bắt đầu cuộc nội chiến Pháp giữa chính phủ Vichy đứng về phe Trục và nước Pháp Tự Do (the Free France) đứng đầu do Tướng de Gaulle, với lập trường bác bỏ cuộc đình chiến và tham gia vào các lực lượng Đồng minh để chống quân Đức.

### Lãnh đạo các Lực lượng Pháp Tự Do 1940-1945
Ngày 25 tháng 8 năm 1944, ông đã đọc một bài diễn văn nổi tiếng, nhấn mạnh vai trò của người dân Pháp trong công cuộc giải phóng. «... Paris, Paris outragé, Paris brisé, Paris martyrisé, mais Paris libéré. Libéré par lui-même, libéré par son peuple, avec le concours des armées de la France, avec l'appui et le concours de la France tout entière, c'est-à-dire de la France qui se bat, c'est-à-dire de la seule France, de la vraie France, de la France éternelle....» ("... Paris, Paris bị lăng nhục, Paris tan nát, Paris bị đọa đày, nhưng Paris được giải phóng. Tự giải phóng, được nhân dân giải phóng, với sự hợp tác của quân đội Pháp, với sự hỗ trợ và sự hợp tác của toàn thể nước Pháp, nghĩa là của nước Pháp đấu tranh, nghĩa là của một mình nước Pháp, của nước Pháp thực thụ, của  nước Pháp vĩnh cửu...")
Sau khi trở lại Paris, Tướng de Gaulle di chuyển văn phòng về Bộ Chiến tranh và công bố tiếp tục nền Cộng hòa thứ ba (the Third Republic), đồng thời bác bỏ tính cách hợp lệ của chính phủ Vichy.
Kể từ tháng 9/1944, Tướng de Gaulle được coi là Tổng thống (President) của Chính phủ Lâm thời của nước Cộng Hòa Pháp (the Provisional Government of the French Republic).
Vào năm 1945, Tướng de Gaulle đã phái Đạo Quân Viễn Chinh Pháp (the French Far East Expeditionary Corps) sang Đông Dương để thiết lập lại chủ quyền của nước Pháp, bổ nhiệm Đô Đốc d' Argenlieu làm Cao ủy Đông Dương thuộc Pháp (High Commissioner of French Indochina) và chỉ định Tướng Leclerc làm Tổng Tư lệnh của các lực lượng viễn chinh và tại Đông Dương.
Dưới sự lãnh đạo của Tướng de Gaulle, quân kháng chiến Pháp cùng với các đạo quân thuộc địa, đã giải phóng gần như 1/3 diện tích của nước Pháp. Đạo quân này, được gọi là Lộ Quân Pháp Thứ Nhất (the French First Army) cũng chiếm được một diện tích lớn của lãnh thổ Đức khi các lực lượng Đồng Minh tràn vào nước Đức. Sự kiện này đã khiến cho nước Pháp trở nên một thành phần tích cực khi các đại diện Đức Quốc xã ký nhận đầu hàng.
Ngày 20/11/1946, Tướng de Gaulle từ chức vì các xung khắc giữa các đảng phái chính trị và ông cũng không đồng ý về bản dự thảo Hiến pháp của nền Cộng Hòa Thứ Tư, bởi vì ông tin tưởng rằng bản dự thảo này đặt quá nhiều quyền lực vào trong tầm tay của một quốc hội với cách thay đổi tỉ lệ đảng phái. Các nhân vật thay thế Tướng de Gaulle là các ông Felix Gouin, Georges Bidault và Léon Blum.

### Sau thế chiến thứ hai
Sau chiến tranh thế giới lần thứ 2, ông trở lại Pháp. Năm 1958, ông thành lập nền Đệ Ngũ Cộng hòa Pháp và giữ chức Tổng thống từ năm 1959 đến năm 1969. Ông mất ngày 9 tháng 11 năm 1970 tại Colombey-les-Deux-Eglises, Pháp

## 1958–1969: Trở lại quyền lực

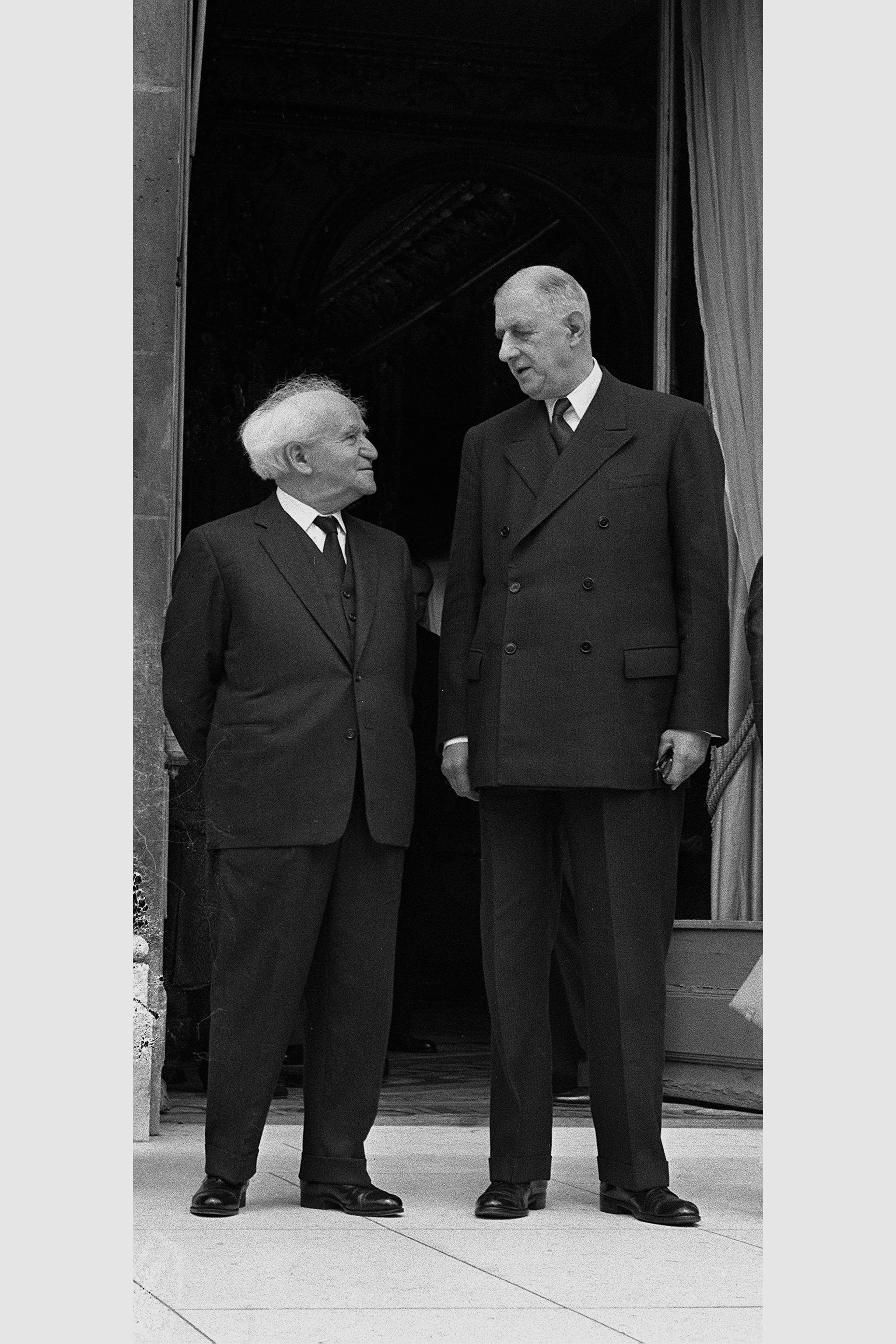
Cuộc gặp đầu tiên giữa David Ben-Gurion và de Gaulle tại Cung điện Élysée, 1960

Trong Bầu cử tháng 11 năm 1958, Charles de Gaulle và những người ủng hộ ông (ban đầu là Union pour la Nouvelle République-Union Démocratique du Travail, sau đó là  Union des Démocrates pour la Vème République , sau này vẫn là Union des Démocrates pour la République, UDR) đã giành được đa số thoải mái. Vào ngày 21 tháng 12, ông là được bầu Tổng thống Pháp; ông được nhậm chức vào tháng 1 năm 1959. Với tư cách là nguyên thủ quốc gia, ông trở thành ex officio Đồng hoàng tử Andorra.
De Gaulle giám sát các biện pháp kinh tế cứng rắn nhằm khôi phục đất nước, bao gồm cả việc phát hành đồng franc mới. Chưa đầy một năm sau khi nhậm chức, ông phải đối mặt với thảm kịch quốc gia, sau khi Đập Malpasset ở Var sụp đổ vào đầu tháng 12, giết chết hơn 400 người. Trên bình diện quốc tế, ông đã từ chối cả Hoa Kỳ và Liên Xô, thúc đẩy một nước Pháp độc lập với vũ khí hạt nhân của riêng mình và khuyến khích mạnh mẽ một "Châu Âu tự do", tin rằng một liên minh của tất cả các quốc gia châu Âu sẽ khôi phục lại vinh quang trong quá khứ của các đế quốc châu Âu vĩ đại.:411,428
Ông bắt đầu xây dựng hợp tác Pháp-Đức làm nền tảng của Cộng đồng kinh tế châu Âu (EEC), trả chuyến thăm cấp nhà nước đầu tiên tới Đức bằng cách một nguyên thủ quốc gia của Pháp kể từ Napoléon. Vào tháng 1 năm 1963 , Đức và Pháp đã ký một hiệp ước hữu nghị, Hiệp ước Élysée.:422 Pháp cũng giảm dự trữ đô la của mình, đổi chúng lấy vàng từ Hoa Kỳ, làm giảm ảnh hưởng kinh tế của Mỹ ở nước ngoài.

### Các công trình tưởng niệm
Nhiều tượng đài đã được xây để tưởng niệm Charles de Gaulle. Sân bay lớn nhất nước Pháp bên ngoài Paris được đặt theo tên ông là sân bay Charles de Gaulle. Ngoài ra hàng không mẫu hạm lớn nhất của Pháp cũng được đặt tên là Charles de Gaulle.

## Các công trình xuất bản

### Tiếng Pháp
- La Discorde Chez l'Ennemi (1924)
- Histoire des Troupes du Levant (1931), tác giả Major de Gaulle và Major Yvon, với đại tá de Mierry cộng tác trong phần chuẩn bị bản in.
- Le Fil de l'Épée (1932)
- Vers l'Armée de Métier (1934)
- La France et son Armée (1938)
- Trois Études (1945) (Rôle Historique des Places Fortes; Mobilisation Economique à l'Étranger; Comment Faire une Armée de Métier) theo Memorandum ngày 26 tháng 1 năm 1940.
- Mémoires de Guerre
  - Tập I – L'Appel 1940–1942 (1954)
  - Tập II – L'Unité, 1942–1944 (1956)
  - Tập III – Le Salut, 1944–1946 (1959)
- Mémoires d'Espoir
  - Tập I – Le Renouveau 1958–1962 (1970)
- Discours et Messages
  - Tập I – Pendant la Guerre 1940–1946 (1970)
  - Tập II – Dans l'attente 1946–1958 (1970)
  - Tập III – Avec le Renouveau 1958–1962 (1970)
  - Tập IV – Pour l'Effort 1962–1965 (1970)
  - Tập V — Vers le Terme 1966–1969

### Dịch sang tiếng Anh
- The Enemy's House Divided (La Discorde chez l'ennemi). Tr. của Robert Eden. Nhà in Đại học Bắc Carolina, Chapel Hill, 2002.
- The Edge of the Sword (Le Fil de l'Épée). Tr. của Gerard Hopkins. Faber, London, 1960 Criterion Books, New York, 1960
- The Army of the Future (Vers l'Armée de Métier). Hutchinson, London-Melbourne, 1940. Lippincott, New York, 1940
- France and Her Army (La France et son Armée). Tr. của F.L. Dash. Hutchinson London, 1945. Ryerson Press, Toronto, 1945
- War Memoirs: Call to Honour, 1940–1942 (L'Appel). Tr. của Jonathan Griffin. Collins, London, 1955 (2 tập). Viking Press, New York, 1955.
- War Memoirs: Unity, 1942–1944 (L'Unité). Tr. của Richard Howard và Joyce Murchie và Hamish Erskine. Weidenfeld & Nicolson, London, 1959 (2 tập). Simon và Schuster, New York, 1959 (2 tập).
- War Memoirs: Salvation, 1944–1946' (Le Salut). Tr. của Richard Howard và Joyce Murchie and Hamish Erskine. Weidenfeld & Nicolson, London, 1960 (2 tập). Simon và Schuster, New York, 1960 (2 tập).